# Julio María Sanguinetti
Julio María Sanguinetti Coirolo (ur. 6 stycznia 1936 w Montevideo) – prezydent Urugwaju pełniący tę funkcję od 1 marca 1985 do 1 marca 1990 oraz od 1 marca 1995 do 1 marca 2000.

## Zarys biografii
Urodził się w Montevideo w rodzinie włoskich imigrantów. Ukończył prawo na Uniwersytecie Republiki. Swoją karierę polityczną związał z partią Colorado. Gdy miał 27 lat, był mianowany ministrem przemysłu (1969-1971) oraz edukacji w 1972. W 1983 został sekretarzem generalnym partii Colorado, a także oficjalnym jej kandydatem na urząd prezydenta, który objął po wygranych wybory w 1985, był pierwszym cywilnym prezydentem po 12 latach wojskowej dyktatury. W czasie trwania pierwszej kadencji jego administracja w imię narodowej zgody nie postawiła przed obliczem prawa członków wojskowej junty, ani też członków organizacji terrorystycznej Tupamaros. W związku z tym, że konstytucja zakazywała mu wówczas kandydowania na kolejną kadencję, jego następcą został przedstawiciel partii Blancos Luis Alberto Lacalle. Drugą pięcioletnią kadencję pełnił od 1 marca 1995. W 2000 zastąpił go Jorge Batlle z partii Colorado. Obecnie jest w opozycji do urzędującego prezydenta Tabaré Vázqueza i jego gabinetu.